# Khadija-Moschee (Berlin)

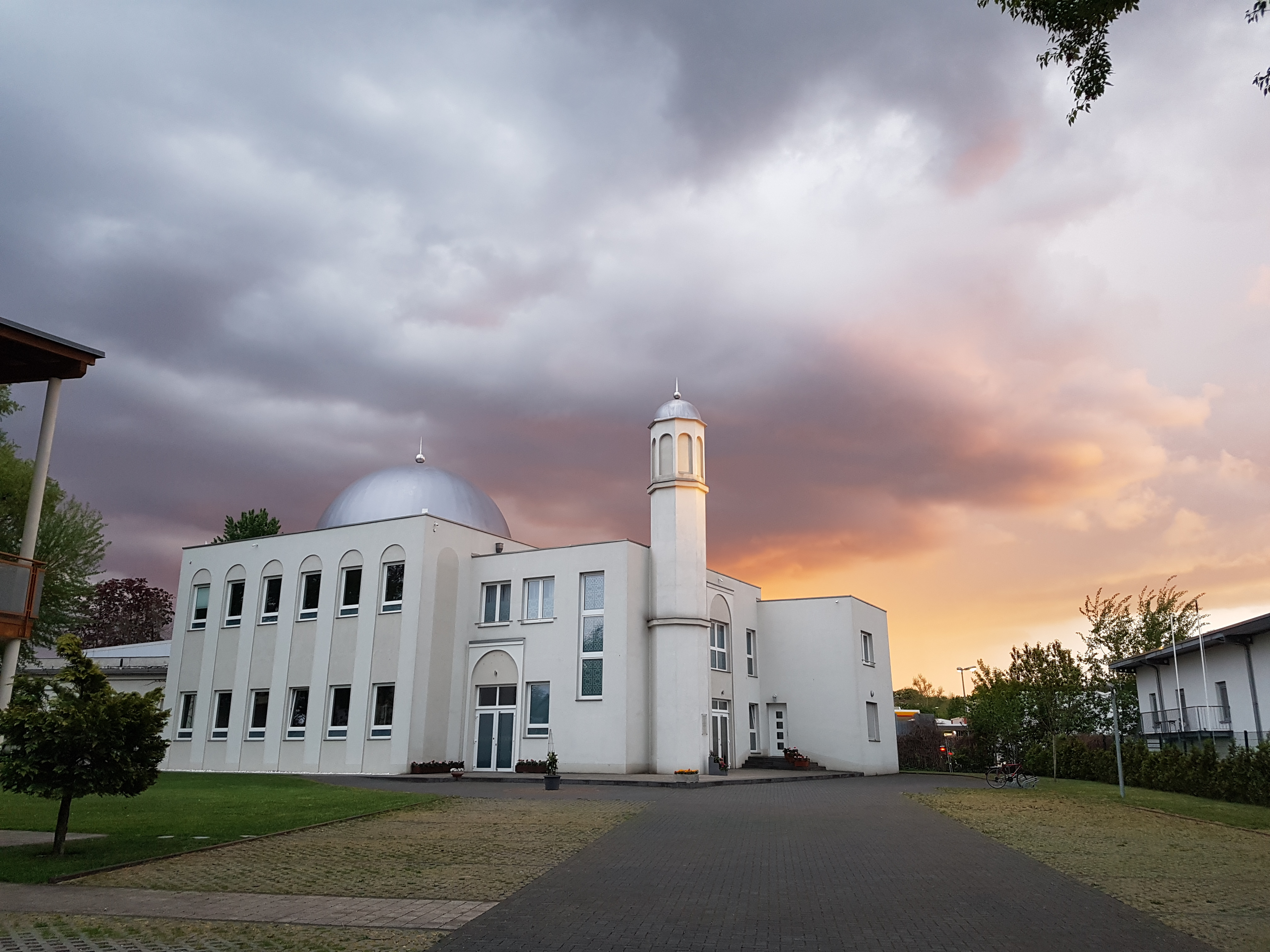
Khadija Moschee, Berlin

Die Khadija-Moschee (Urdu مسجد خدیجہ Masdschid Chadidscha) ist eine von der Ahmadiyya Muslim Jamaat (AMJ) in Berlin-Heinersdorf gebaute Moschee, die von der Frauenorganisation Lajna Imaillah finanziert wurde. Sie ist nach Chadīdscha bint Chuwailid benannt, der ersten Muslimin und ersten Ehefrau des Propheten Mohammed.
Die Moscheegemeinde mit etwa zweihundert Mitgliedern war zuvor in Berlin-Reinickendorf ansässig. Der Imam war bis zum 31. Januar 2014 Abdul Basit Tariq, von der Ahmadiyya „Murrabi“ (etwa „Erzieher“) genannt, der bereits in Reinickendorf tätig war. Seit Februar 2014 ist Said Ahmed Arif Imam der Gemeinde.

## Vorgeschichte
Die Ahmadiyya-Gemeinde hatte bereits in den 1920er Jahren ihre erste Moschee in Europa in Berlin geplant. Gemäß dem Wunsch des zweiten Oberhaupts der Gemeinde spendeten die Frauen der Gemeinde das Geld für den Bau. Der Grundstein für die Moschee konnte zwar am 6. August 1923 in der Riehlstraße/Ecke Dresselstraße gelegt werden, aufgrund der Währungskrise in Deutschland konnte das Bauvorhaben jedoch nicht vollendet werden. „Die Baukosten der Moschee in Berlin wurden mit den Spenden (Chanda) der Ahmadi-Frauen finanziert. Es wurden dafür 50.000 Rupien investiert, die die Ahmadi-Frauen innerhalb von drei Monaten gesammelt haben“, sagte Khalifat-ul Massih II. in der Chutba Dschuma am 2. Februar 1924.
Die verbliebenen Gelder wurden in den Bau der Fazl-Moschee in London investiert. Im Rahmen des 100-Moscheen-Plans wurde das alte Vorhaben wieder belebt und ein Moscheebau in Berlin geplant. Die Khadija-Moschee ist die erste Moschee im Osten Berlins, nachdem bereits mehrere Moscheen im Westen Berlins errichtet wurden und die älteste Moschee Deutschlands in Berlin-Wilmersdorf steht.

## Bau

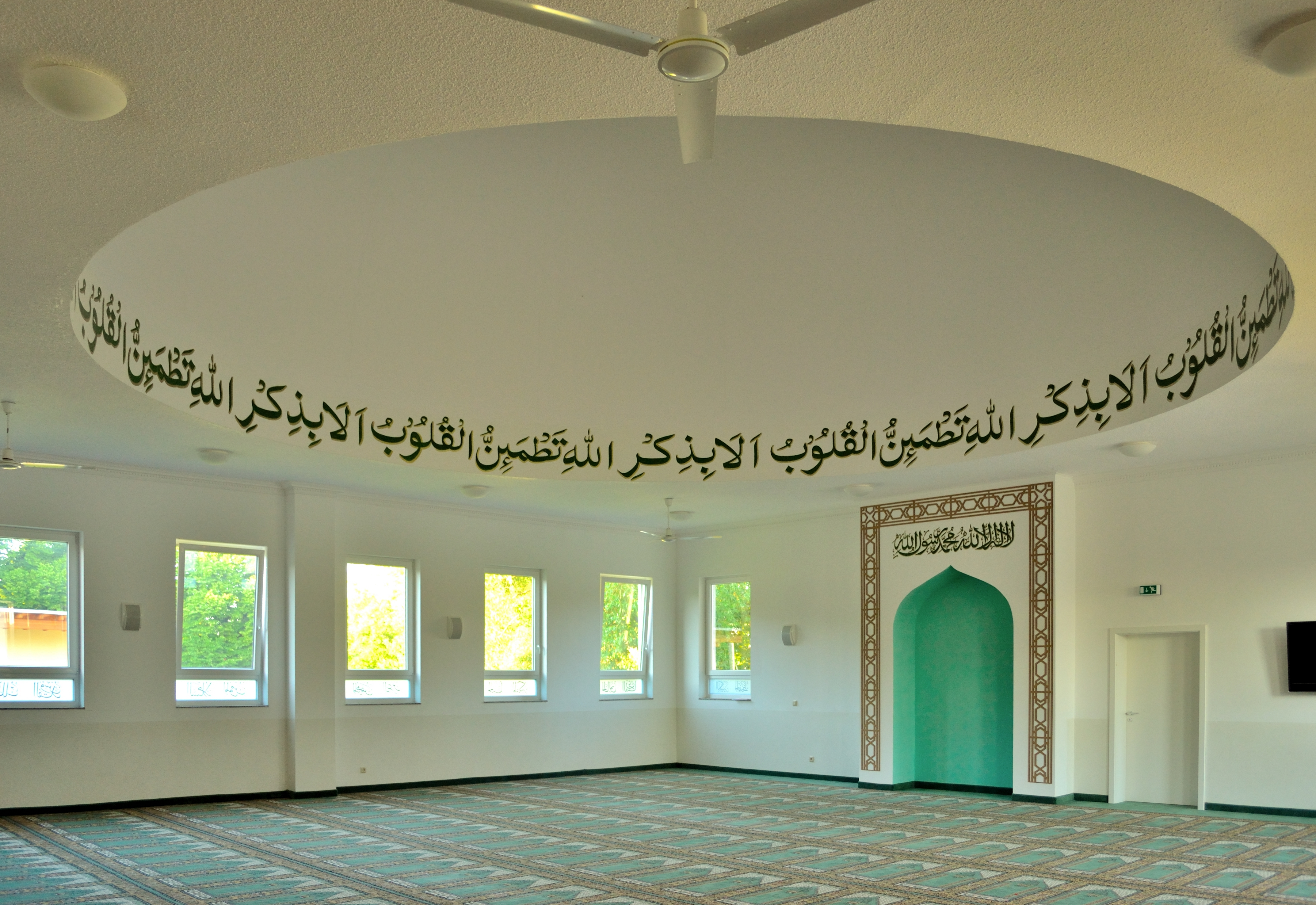
Der Gebetsraum für Frauen

Die Grundsteinlegung erfolgte am 2. Januar 2007 in der Gegenwart des Kalifen Mirza Masroor Ahmad. Die Moschee auf dem 4790 m² großen Grundstück bietet auf zwei Stockwerken Platz für jeweils 250 Frauen und Männer. Der Entwurf der Moschee stammt ihrem eigenen Bekunden nach von der Architektin Mubashra Ilyas, die Bauausführung lag beim Architekturbüro Pakdel, das inzwischen die Urheberschaft an den Bauplänen für sich reklamiert.
Die Kuppel der Moschee ist 4,5 Meter hoch, bei 9 Metern Durchmesser, und das Minarett ist 13 Meter hoch. Die Kosten für den Bau der Moschee und ein Nebengebäude mit zwei Wohnungen beliefen sich auf 1,7 Millionen Euro. Die Moschee hat auch einen öffentlich zugänglichen Kinderspielplatz.

## Eröffnung

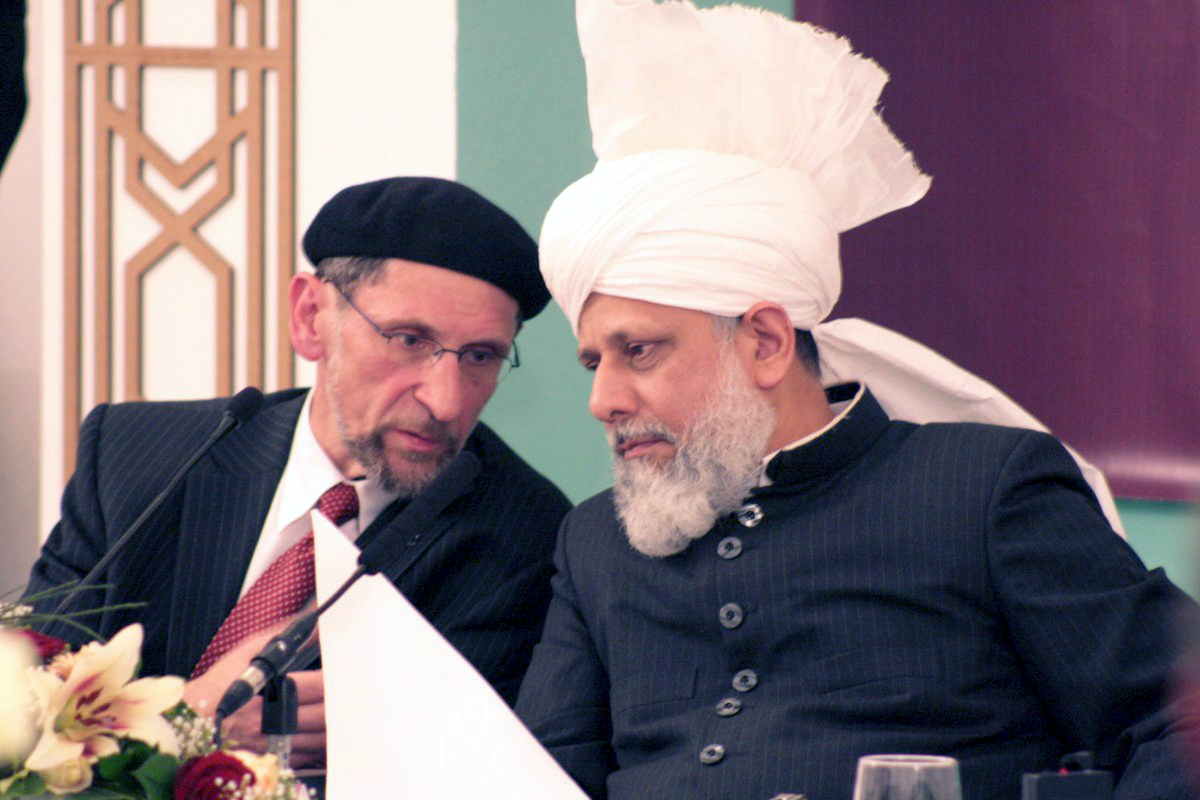
Abdullah Wagishauser mit Mirza Masroor Ahmad während der Eröffnung

Die Moschee wurde am 16. Oktober 2008 in Anwesenheit hochrangiger Gäste aus Politik und Gesellschaft eröffnet.
Mirza Masroor Ahmad betonte die Loyalität seiner Gemeindemitglieder gegenüber Deutschland und äußerte den Wunsch an die örtlichen Moscheegegner: „Mögen sie die Mitglieder der Ahmadiyya-Gemeinde als echte deutsche Mitbürger akzeptieren lernen.“ Bundestagsvizepräsident Wolfgang Thierse (SPD) begrüßte den Bau der Moschee als Ausdruck der Religionsfreiheit in Deutschland. Berlins Regierender Bürgermeister Klaus Wowereit (SPD) bescheinigte ihr, in einer Grußbotschaft, „für religiöse und kulturelle Toleranz in unserer Stadt“ zu stehen. Berlins Innensenator Ehrhart Körting (SPD) äußerte zu dem Moscheeneubau „Mir ist es viel sympathischer, wenn man sieht, wie in einer Moschee Menschen wie Du und Ich beten. Das Motto müsste also sein, möglichst viele Hinterhofmoscheen abzuschaffen und durch offene Neubauten zu ersetzen. Wir brauchen mehr Moscheen.“
Die örtliche Bürgerinitiative (IPAHB e. V.) rief zu einer Demonstration auf, der rund 150 Teilnehmer folgten. Auf der Kundgebung sprachen u. a. René Stadtkewitz, Hiltrud Schröter und Initiativ-Sprecher Joachim Swietlik. Bei einer Gegendemonstration fanden sich unter dem Motto „Ein Band für den Frieden“ 50 Teilnehmer zusammen, während die NPD ihre angekündigte Demonstration absagte.
Am 17. Oktober 2008 hielt der Kalif in der Moschee die erste Freitagspredigt (Chutba) und sechs Wochen später lud die Gemeinde zum ersten „Tag der offenen Moschee“, zu dem ca. 500 Besucher kamen. Am Montag, den 29. Juni 2009 wurde auf dem Grundstück der Moschee ein öffentlich zugänglicher Kinderspielplatz eröffnet.

## Rezeption
Der Baugenehmigung für den Moscheebau in Berlin-Heinersdorf gingen seit März 2006 erhebliche Proteste eines Teils der örtlichen Bevölkerung voraus, welche weiter andauern. Die ortsansässige Bürgerinitiative IPAHB e. V. kritisierte u. a., dass im Umkreis des geplanten Moscheestandorts kein einziges Ahmadi-Mitglied wohnen würde. Die Baugenehmigung wurde im Dezember 2006 erteilt. Im Frühjahr 2007 brannte ein Kipplaster auf dem Moscheegrundstück. Im Juni 2007 zogen die Moscheegegner in einer Demonstration durch Pankow. Im Juli 2008 beschmierten Unbekannte die Kuppel der Moschee mit Naziparolen.
Angesichts der Eskalation formierte sich im Herbst 2006 aber auch die Bürgerinitiative „Heinersdorf öffne Dich“ mit dem Anliegen: „Wir nehmen die Ängste vor bevorstehenden Veränderungen ernst. Wir stehen für einen Dialog der unterschiedlichen Gruppen, um Ängste zu überwinden und zu einem respektvollen Miteinander beizutragen“.
Aus nachbarschaftlichem Interesse, aber auch, um ein Zeichen gegen das Misstrauen zu setzen, das der Ahmadiyya-Gemeinde von Teilen der Bevölkerung entgegengebracht wird, haben die Evangelische Kirchengemeinde Alt-Pankow, der Friedenskreis Pankow sowie der Kirchenkreis 2006 einen offenen Dialog begonnen und wiederholt die Khadija-Moschee besucht. So lud beispielsweise Imam Tariq im September 2009 die Pfarrerin Ruth Misselwitz und Gemeindemitglieder zum Fastenbrechen am Ende des Ramadans ein.
Im Februar 2010 fand im Schauspielhaus Hannover die Uraufführung von Moschee DE, einer szenischen Rekonstruktion der Moscheebaugeschichte in Heinersdorf von Robert Thalheim und Kolja Mensing, statt.